# ブリティッシュ・エアウェイズ9便エンジン故障事故
ブリティッシュ・エアウェイズ9便エンジン故障事故（ブリティッシュ・エアウェイズ9びんエンジンこしょうじこ、British Airways Flight 9）は、1982年6月24日にインドネシア上空で、飛行中のブリティッシュ・エアウェイズ9便のすべてのエンジンが停止した航空事故である。

## 概要

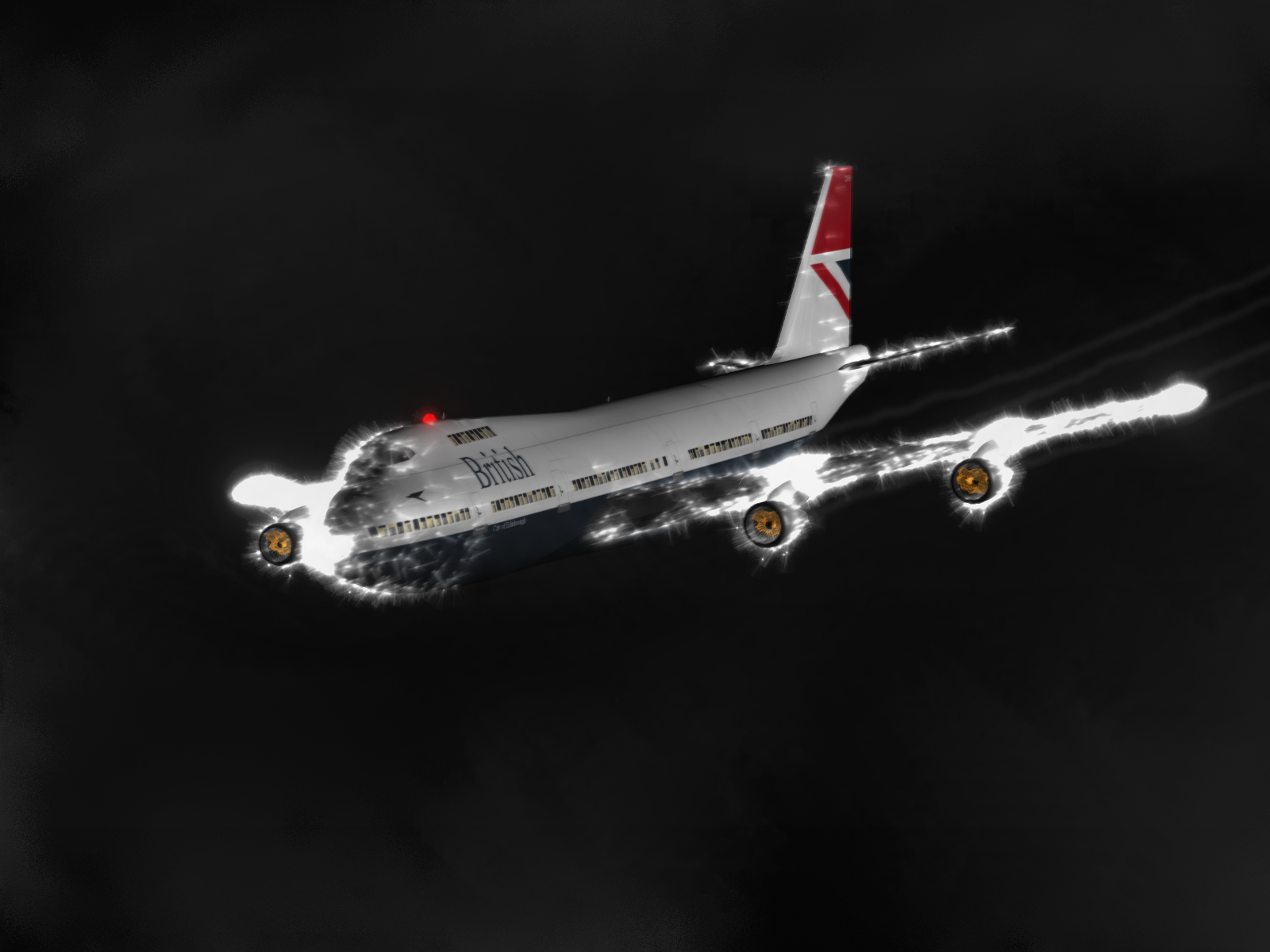
火山灰の中を飛行する事故時のイメージ画像

ブリティッシュ・エアウェイズ9便のボーイング747のジェットエンジンが、火山灰による影響で4基とも停止し、同機は一時滑空状態となった。4発機の全エンジン停止という未曾有の事態となったが、エンジンの再始動に成功し、ジャカルタへ緊急着陸に成功した。それまで何も講じられていなかった航空路における火山の噴煙への対策が世界的に急がれるきっかけとなった事故である。

## 事故当日のブリティッシュ・エアウェイズ9便
ブリティッシュ・エアウェイズ9便（コールサイン：SPEEDBIRD 9）は、イギリス・ロンドン・ヒースロー空港から、インドのチャットラパティー・シヴァージー国際空港（ムンバイ）、マレーシアのスルタン・アブドゥル・アジズ・シャー空港（クアラルンプール）、オーストラリアのパース空港、オーストラリアメルボルン空港を経由し、ニュージーランドのオークランド国際空港へ向かう長距離定期旅客便だった。
事故当日、クアラルンプールからパースまでの運行は、
機長のエリック・ムーディ（41歳）、副操縦士のロジャー・グリーブス（32歳）、航空機関士のバリー・タウンリー=フリーマン（40歳）が担当した。

## 事故の経過

### 異常発生まで
前日の1982年6月23日にロンドンを発ったブリティッシュ・エアウェイズ9便（以下BA9便）は、6月24日19時56分（クアラルンプール時間）に、経由地のクアラルンプールから次の経由地であるオーストラリア西部のパースへ向かって離陸した。月のない暗い夜だったが、上空に雲はなく、ジャカルタ上空を高度3万7000フィート（約1万1300メートル）で飛行していた。

### セントエルモの火
機長がトイレで席を外しているとき、副操縦士と航空機関士は奇妙な光景を目にする。コックピットの窓枠を「セントエルモの火」が走っていたのである。通常は雷雲に遭遇したときに出るものだが、レーダーには何も映っていなかった。嵐に備えてシートベルト着用サインを点灯させ、機長を呼び戻した。航空機関士はエンジンへ着氷の恐れがあると判断し、防氷装置を作動させた。
呼び戻された機長は、コックピットに戻る途中で床の通気口からオゾン臭がする煙が出ている事に気がついた。急いでコックピットに戻った機長もセントエルモの火を確認した。エンジンを確認したパイロットは、エンジン吸気口がまるで“ファンの後ろから光が漏れている”ように輝いているのを目にした。その光がストロボ効果を生み出し、エンジン全体がゆっくり後ろに動いているように見える不思議な錯覚を引き起こしていた。

### 全エンジン停止
機関士は電気系統かエアコン系統に不具合があると推定し、エンジン火災の対処を始めようとしていた。その時、4番エンジンの回転に異常が起こり、フレームアウトした。航空機関士が急いでエンジン故障を報告すると、機長は第4エンジンを出火時のマニュアルに従って停止させた。
ところが、1分後に第2エンジンが、続いて第1エンジンと第3エンジンの回転数が異常に上昇した後停止した。これにより、機体は21時44分にすべての全てのエンジンが停止した。

### 再始動への努力
そのころ客室では、増える煙やエンジン後方から炎を吹き出している様子からパニックが広がっていた。これは火災が発生しているのではなく、燃料が機体後方で発火しているためであった。
この事態に機長は自動操縦装置で機体を緩やかに降下させた後、緊急連絡である「メーデー」を発するよう副操縦士に指示を出した。副操縦士は無線でジャカルタ管制に
「Mayday. Mayday. Speed Bird 9. We've lost all 4 engines.（メイデイ！メイデイ！BA9便、エンジン4基が全て停止した！）」
と呼びかけたが、よく聞こえなかったのか、あるいは全てのエンジンが停止することが信じられなかったのか、暫くの間会話が噛み合わなかった。これを傍受していたガルーダ・インドネシア航空のパイロットが間に入って管制に連絡を入れ、ようやく状況が伝えられた。
幸いなことに、エンジンは停止していたが風車状態で回転していたため、油圧ポンプや発電機は作動しており、操縦を続けることができた。
機長は航空機関士による再始動の試みを繰り返されるのを見守りながら、緊急着陸のためジャカルタへ向かうことを管制に伝えた。しかし通信状態があまり良くなく、レーダーにも機影がよく映っていなかった。エンジンを再始動させるため必要な速度を出すために降下を行っていたが、副操縦士は機長が速度を出しすぎていることに気がついた。ここで機長らは左右の速度計に大きな差があり、どちらが信頼できるのか判断できなかったが、2つの速度計を参考に速度を調節することにした。
ジャカルタへ向かうにはジャワ島の山岳地帯を超える必要があり、それには1万500フィート（3,200メートル）の高度を保たなければならない。エンジンの力が無ければ、高度は維持できないので、エンジンが最後まで回復しない場合には真っ暗な海への着水しか選択肢がなかった。
その頃コックピットでは更なる危機が生じていた。エンジン停止により機内の与圧が効かなくなったため、酸素マスクをつけようとしたのだが、副操縦士のマスクが壊れた。このままでは酸素欠乏症になり失神してしまう危険があるため、機長は降下率を上げ、酸素を吸入できる高度まで下げることにした。途中でマスクの修復には成功したのだが、降下速度を上げたことによりエンジンを再起動する猶予時間が短くなってしまった。乗客達は客室でも酸素マスクが下り、降下が早まったことで恐怖を感じ始めていた。
機長は1万2000フィートまで降下してもエンジンが再起動しない場合は、洋上への着水しかないと決心していた。
機長はこの酸素マスク降下と着水するまでの残り時間を考え、乗客にアナウンスをすることにした。短いアナウンスの後、主任客室乗務員に不時着水に備えるよう指示した。

### 危機一髪
エンジンが停止してから12分が過ぎ、高度は既に1万1400フィート（3400メートル）まで降下していた。もはや不時着水しかないと覚悟したその時、第4エンジンが始動した。エンジンは次々と蘇り、全エンジンが復活した。機長がジャカルタへ向かうとアナウンスすると、客室内は歓喜に沸いた。途中、山岳地帯を越える時に再度第2エンジンが不能となったが、残り3発のエンジンでどうにかジャカルタへ辿り着き、空港への誘導電波に乗ることができた。
ところが、いざ着陸しようとするとコックピットの窓が曇りガラスのようになっていた。加えて着陸誘導に必要な地上の装置のうち、適切な進入角度を示す「グライドパス」が故障していた為（滑走路の中心を示す「ローカライザー」は機能していた）、手動での着陸を余儀なくされた。機長は何とか曇らずに残った端の数センチから外を確認しながら、ハリム・ペルダナクスマ国際空港へ着陸することに成功した。全エンジンが停止してから約40分間の出来事であった。

## 原因

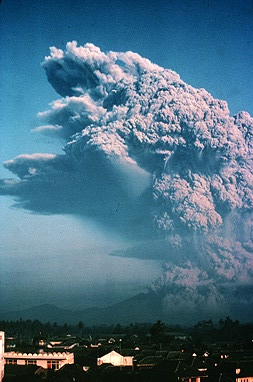
噴煙を上げるガルングン山（1982年8月）

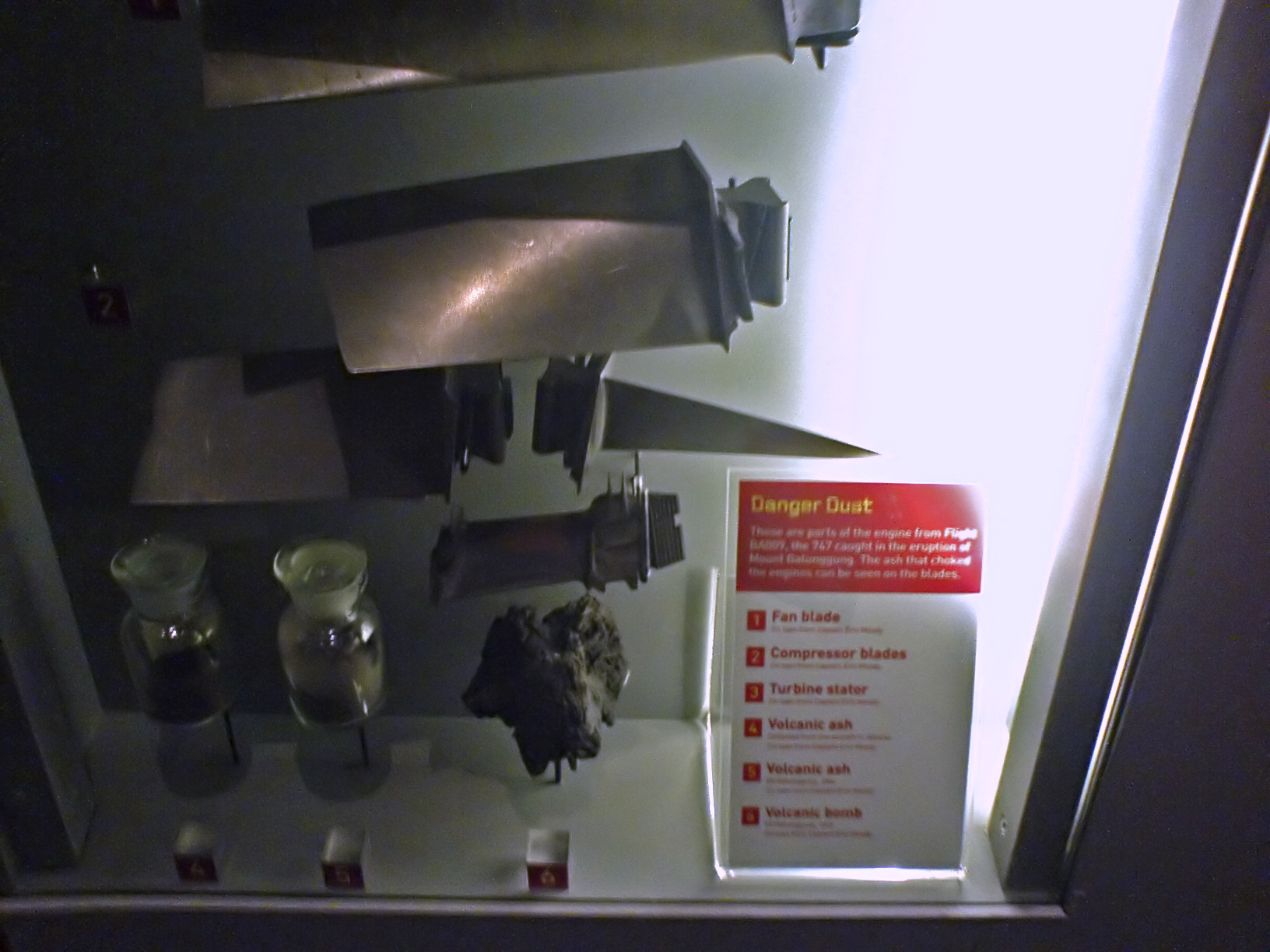
損傷を受けたBA9便のエンジンパーツと火山灰

この事故の原因は火山の噴煙であった。ジャカルタの南東160 kmにある火山・ガルングン山が噴火を起こし、その噴煙がインド洋上空にまで達していた。火山灰は風に流され、BA9便の飛行コースへと拡大した。この噴煙に入ってしまったために、エンジンに吸い込まれた火山灰が熱で融けてガラス状の固体となり、それが排気管に詰まって空気の流れを乱し、エンジンを止めてしまった。機内に漂う異臭や煙は火山の噴煙であり、謎のセントエルモの火や窓が曇ってしまった原因も火山灰の粒子との摩擦によるものだった。
翌日クルー達がハリム・ペルダナクスマ国際空港で機体を点検すると、摩擦で塗装ははがれ、窓はすりガラスと化し、エンジンも傷んでいた。また、計器の異常もピトー管に火山灰が付着したためであり、無線の混乱も火山灰と機体との摩擦で生じた静電気で電波が乱されていたためであった。

## その後
未曾有のトラブルの中、無事に機体を着陸させたクルー達はイギリス女王エリザベス2世からの顕彰をはじめ、様々な表彰を受けた。
また事故後のインタビューに対して機長は「アナグマのケツの穴の中を飛行しているようだった（It was a bit like negotiating one's way up a badger's arse.）」と発言し笑いを誘った。
機長はその後、BA9便の乗員・乗客にのみ入会資格を与えた「ガルングン・グライディング・クラブ」を発足させ、同クラブの会長に就任。事故の瞬間を共有した者同士の交流の場を与えた。
2024年3月、エリック・ムーディ元機長は自宅で死去。84歳没。
この事故の後、火山活動が航空機に与える影響が認識されたことから、航空路火山灰情報センターが東京を含む世界9箇所（インドネシアはオーストラリア気象局の管轄）に設置され、火山の情報提供の整備などが世界的に行われていくこととなった。

## 類似事例
- 1988年11月 伊豆大島上空を飛行していた、日本エアシステムの航空機が、三原山外輪山からの噴煙で被災。
- 1989年12月15日、成田空港発アラスカ州・アンカレッジ国際空港経由オランダ・アムステルダム・アムステルダム・スキポール空港行KLMオランダ航空867便（747-400M）が、経由地のアンカレッジへの降下中にリダウト山の噴煙と遭遇、エンジン停止に至ったが墜落は免れる（KLMオランダ航空867便エンジン停止事故）。
- 1991年6月 南シナ海・フィリピン上空を飛行中の航空機が、相次いでピナツボ火山の噴煙で大量の火山灰を浴び被災、エンジン停止は免れたものの、被災程度がひどくエンジン全交換を余儀なくされる被害となった。

事故ではないが、火山の影響による以下の事例もある。
- 2000年の三宅島火山噴火
  - 降灰及び有毒性火山ガスの影響で、全日空の羽田空港〜三宅島空港線が2008年まで休止。
  - この為、全島避難の際には東海汽船の定期船（さるびあ丸・かめりあ丸）が使用された。
  - 羽田〜三宅島線再開後も火山ガスの濃度や風向き・風の強さ次第では欠航する場合があった。現在の新中央航空・調布〜三宅島線も1日3往復全てで同様の措置が取られている。
- 2010年4月のアイスランド・エイヤフィヤトラヨークトル火山噴火
  - 噴火により、欧州発着便を中心に空港閉鎖や欠航が発生。
  - 日本のマスコミでは、BA9便事故を代表的な前例として取り上げている。
- 2014年の御嶽山噴火
  - 噴火に伴い航空路を変更したり遅延･欠航が発生[16]。

## 関連番組
- “Air Crash Investigations”（日本語タイトル:『メーデー!:航空機事故の真実と真相』）第4シーズン第2話「FALLING FROM THE SKY」（ナショナルジオグラフィックチャンネル）
  - 当時のクルーや乗客たちのインタビューを交えた再現ドラマが制作された。
  - 日本ではアイスランドの噴火による欧州運行規制を受けて、2010年4月、急遽再放送スケジュールを変更して再放送されたほか、2011年秋冬期にも再放送を実施した。
- ドラマ『TOKYO コントロール』第1話「日本上空の安全を確保せよ!」（フジテレビNEXT・2011年1月19日）
  - 伊豆東部火山群の大噴火に伴う東京航空交通管制部管内での混乱を描いたストーリー（フィクション）。旅客機・貨物機各1機が火山灰の影響を受けた上、羽田空港は満杯・中部国際空港はマイクロバーストで閉鎖と難題が山積する。
  - 上記のエピソードは、BA9便事故並びにアイスランドの噴火による欧州運行規制をモチーフとしている。
- トリハダ（秘）スクープ映像100科ジテン2時間スペシャル（テレビ朝日・2013年1月22日）
  - 「世界で発見!航空パニック!」でBA9便事故を扱った。なお、この放送では、『メーデー!:航空機事故の真実と真相』の映像を使用したが、「日本版」では放送されなかった機長が乗客に「絶対生きて帰りましょう」とアナウンスした部分が放送された。
- 世界まる見え!テレビ特捜部（日本テレビ）
  - アイスランド火山噴火直後に、以前に放送した本事故の特集「丸見え!ザ・ベスト」を再放送した。
- THE VOLCANO THAT STOPPED THE WORLD（英国パイオニアプロダクション・2010年制作）[17]
  - アイスランド火山噴火を受けて制作。その中でBA9便のエンジン故障事故を取り上げ、エリック機長の証言と再現映像でコックピットの様子を放送した。
  - 日本語版はNHK（日本放送協会）が衛星第1テレビ（BS1）の番組「BS世界のドキュメンタリー」にて、『世界を止めた噴火〜アイスランド火山〜』と題し2010年8月1日に放送[18][19]。
- 報道ステーション
  - 2010年4月20日放送。「エイヤフィヤトラヨークトル噴火」関連のニュースを報じた際、BA9便の実際の交信記録の一部が放送された。